# توماس دونكان ماكجريجور ستاوت
توماس دونكان ماكجريجور ستاوت (بالإنجليزية: Thomas Duncan MacGregor Stout)‏ هو أكاديمي وطبيب نيوزيلندي، ولد في 25 يوليو 1885 في ويلينغتون في نيوزيلندا، وتوفي في 27 فبراير 1979.